# كلاوس إيبرهارد (تنس)
كلاوس إيبرهارد (بالألمانية: Klaus Eberhard)‏ مواليد 15 سبتمبر 1957 في داتلن، ألمانيا الغربية، هو لاعب كرة مضرب ألماني سابق وكان يلعب باليد اليمنى. أعلى تصنيف له في الفردي كان المركز الـ 104 في سنة 1980. أعلى تصنيف له في الزوجي كان المركز الـ 320 في سنة 1983.

## النهائيات

### الزوجي: (1)
| الرقم | السنة | الدورة           | الأرضية | الشريك       | المنافس في النهائي       | النتيجة في النهائي |
| ----- | ----- | ---------------- | ------- | ------------ | ------------------------ | ------------------ |
| 1.    | 1980  | باريولي، إيطاليا | ترابية  | أولريش مارتن | كارل ميلر فيرنر زيرنجيبل | 3–6, 6–3, 7–5      |

## روابط خارجية
- كلوس إيبرهارد على موقع رابطة محترفي التنس (الإنجليزية)
- كلوس إيبرهارد على موقع الاتحاد الدولي لكرة المضرب (الإنجليزية)
- كلوس إيبرهارد على موقع كأس ديفيز (الإنجليزية)
- كلوس إيبرهارد على موقع بطولة ويمبلدون (الإنجليزية)
- كلوس إيبرهارد على موقع خلاصة التنس.كوم (الإنجليزية)